# Heliosperma
Genre
Classification APG III (2009)
Heliosperma est un genre de plantes herbacées de la famille des Caryophyllaceae.

## Liste d'espèces
Selon NCBI (4 déc. 2016) :
- Heliosperma albanicum
- Heliosperma alpestre
- Heliosperma carpaticum
- Heliosperma insulare
- Heliosperma intonsum
- Heliosperma macranthum
- Heliosperma monachorum
- Heliosperma nikolicii
- Heliosperma oliverae
- Heliosperma pudibundum
- Heliosperma pusillum
- Heliosperma retzdorffianum
- Heliosperma tommasinii
- Heliosperma veselskyi